# وينديل ويلارد
وينديل ويلارد (بالإنجليزية: Wendell Willard)‏ هو سياسي أمريكي، ولد في 12 سبتمبر 1940 في ديكاتور في الولايات المتحدة. حزبياً، نشط في الحزب الجمهوري. وقد انتخب عضو مجلس نواب جورجيا.